# 业务逻辑
在计算机软件中，业务逻辑是指根據現實世界的需求或所需要的功能來編寫的有關增刪查改数据的代碼。而計算機軟件的其餘部分，可能是一些数据库或用户界面等內容。